# Raffael Rheinsberg

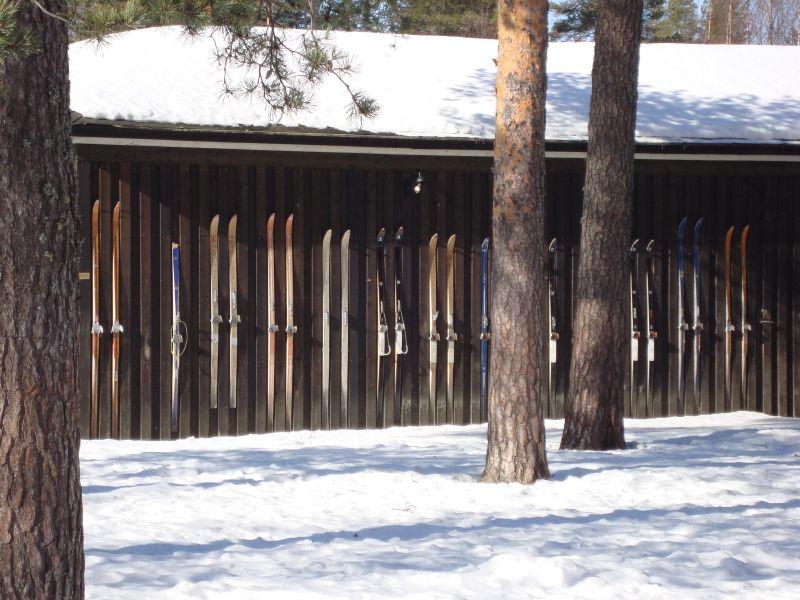
Social meeting på Umedalens skulpturpark

Raffael Rheinsberg, född 1943 i Kiel, död 27 oktober 2016, var en tysk skulptör.
Han utbildade sig till på yrkesskola till formgivare och gjutare 1958-61 och därefter på Fachhochschule für Gestaltung i Kiel 1963-69.

## Offentliga verk i urval
- Svart linje, skiffer, sten, 1988, Vanås skulpturpark, Knislinge
- Social Meeting, träskidor, 1997, Umedalens skulpturpark
- Das E als Element der Architektur, stål från transformatorer, 2000, Berlin